# Vestnes
Vestnes és un municipi situat al comtat de Møre og Romsdal, Noruega. Té 6.611 habitants (2016) i té una superfície de 352.15 km². El centre administratiu del municipi és el poble homònim.